# A Thousand and One Nights
A Thousand and One Nights (br Aladim e a Princesa de Bagdad) é um filme norte-americano de 1945, do gênero aventura, dirigido por Alfred E. Green e estrelado por Cornel Wilde e Evelyn Keyes.
Henry Corden